# Liste des épisodes de Neon Genesis Evangelion
Cet article liste les 26 épisodes et films basés sur l'anime Neon Genesis Evangelion (新世紀エヴァンゲリオン, Shin Seiki Evangerion). La série a été écrite et réalisée par Hideaki Anno et produite par GAINAX et le Projet Eva, qui inclut TV Tokyo et Nihon Ad Systems (NAS).
Les épisodes ont été diffusés pour la première fois du 4 octobre 1995 au 27 mars 1996 sur TV Tokyo. La chaine WOWOW les a de nouveau diffusés en 2003.

## Épisodes
| No | Titre français                                | Titre japonais                 | Titre japonais                             | Date de 1re diffusion |
| No | Titre français                                | Kanji                          | Rōmaji                                     | Date de 1re diffusion |
| --- | --------------------------------------------- | ------------------------------ | ------------------------------------------ | --------------------- |
| 01 | L'attaque de l'ange                           | 使徒、襲来                     | Shito, shūrai                              | 4 octobre 1995        |
| C'est 2015 apr. J.-C., quinze années après le second impact, contact avec des êtres mystérieux connus sous le nom d'Anges et qui a anéanti la moitié de l'humanité. Pour la défendre, contre les futures attaques d'Anges, les Nations Unies créent la NERV, organisation basée à Tokyo-3, pour développer des armes humanoïdes biomécaniques, des "Evangelions (Evas)". Les Anges reviennent, et les Evas, non encore testées, ne peuvent être pilotées que par les adolescents de 14 ans spécialement sélectionnés. Shinji Ikari, fils du directeur de la NERV, le Commandant Gendô Ikari, arrive à Tokyo-3 et se trouve contraint de piloter l'Eva-01 pour combattre l'Ange Sachiel qui attaque la ville. |                                               |                                |                                            |                       |
| 02 | Plafonds inconnus                             | 見知らぬ、天井                 | Mishiranu, tenjō                           | 11 octobre 1995       |
| Shinji se réveille à l'hôpital après avoir vaincu Sachiel, sans souvenir du combat contre l'ange la nuit précédente. Son père ne veut rien avoir à faire avec lui, aussi la chef des opérations de la NERV, la jeune Misato Katsuragi, devient sa tutrice légale. Emménageant dans l'appartement de Misato, il se rappelle la furieuse bataille. |                                               |                                |                                            |                       |
| 03 | Le téléphone ne sonne pas                     | 鳴らない、電話                 | Naranai, denwa                             | 18 octobre 1995       |
| Shinji commence l'école à Tokyo-3 et rencontre ses camarades de classe Toji, Kensuke, et Hikari Horaki. Toji n'apprécie pas Shinji parce que sa sœur a été gravement blessée lors du premier combat de Shinji contre un ange. Un autre ange apparaît et Shinji doit le battre. |                                               |                                |                                            |                       |
| 04 | La pluie, après la fuite                      | 雨、逃げ出した後               | Ame, nigedashita ato                       | 25 octobre 1995       |
| Stressé à l'idée de devenir un pilote d'Evas et après s'être disputé avec Misato, Shinji s'enfuit de la maison. Il est vite rattrapé par la NERV, mais choisit de ne plus piloter d'Evas. Au dernier moment avant de monter dans le train pour quitter Tokyo-3, il décide de rester. |                                               |                                |                                            |                       |
| 05 | Rei, par-delà son cœur                        | レイ、心のむこうに             | Rei, kokoro no mukō ni                     | 1er novembre 1995     |
| L'Eva-00 est finalement réparée après avoir été dans un état second de folie pendant l'expérience antérieure au premier épisode. Shinji essaie de faire connaissance avec le pilote de l'Eva-00, Rei Ayanami, mais celle-ci est peu réceptive et solitaire. Tous ses souvenirs semblent s'être effacés. Un nouvel Ange arrive, Ramiel, un énorme diamant métallique flottant dans les airs, qui tue presque Shinji. |                                               |                                |                                            |                       |
| 06 | Combat décisif à Tokyo-3                      | 決戦、第3新東京市              | Kessen, daisan shin Tōkyō-shi              | 8 novembre 1995       |
| Ramiel est en train de forer la couche supérieure de Tokyo-3 pour atteindre le geofront avec le quartier général de la NERV en dessous. En face d'un puissant rayon d'attaque et un AT Field le plus puissant jamais observé, un assaut direct avec les Evas échouerait. Un plan est élaboré avec l'Eva-01 qui utilise un prototype avancé de canon à positron, fonctionnant avec l'électricité produite par tout le Japon, pendant que Rei avec son Eva-00 protège l'Eva-01. |                                               |                                |                                            |                       |
| 07 | Construit par l'homme                         | 人の造りしもの                 | Hito no tsukurishimono                     | 15 novembre 1995      |
| Le docteur Ritsuko Akagi, chef scientifique de la NERV, explique à Shinji la véritable nature du second impact, la nature des Anges et la mission des Evas pour les contrer. Une entreprise rivale de la NERV a construit un prototype de robot géant, Jet Alone, une alternative aux Evas qui pourrait les supplanter. Contrairement à elles qui ont besoin d'une source d'alimentation externe, Jet Alone a à son bord un réacteur nucléaire lui permettant de fonctionner indéfiniment sans énergie externe. Mais pendant son premier test public, il devient hors de contrôle et son réacteur menace d'exploser, faisant de lui une véritable bombe en mouvement que Shinji et Misato doivent stopper. |                                               |                                |                                            |                       |
| 08 | L'arrivée d'Asuka au Japon                    | アスカ、来日                   | Asuka, rainichi                            | 22 novembre 1995      |
| Misato emmène en avion Shinji et ses amis Toji et Kensuke sur un transporteur naval des nations unies qui emmène l'Eva-02 et sa fougueuse pilote allemande, Asuka, au Japon. C'est Kaji, ancien amour de Misato, qui est chargé de l'escorte de la jeune pilote. En plein milieu de ces embarrassantes retrouvailles et rencontres, un Ange aquatique, Gaghiel, attaque la flotte et Asuka tente de se battre à l'aide de l'Eva-02 en sautant d'un bateau à l'autre (l'Eva-02 n'est pas conçue pour aller sous l'eau). Asuka fait monter Shinji avec elle, mais malheureusement l'Ange réussit à aspirer l'Eva-02 sous l'eau et Misato élabore un plan pour le tuer en lui faisant avaler des navires qui lui tirent ensuite dessus à plein feu. L'ange est tué et Asuka et Shinji battent tous deux leur record de synchronisation. Kaji délivre secrètement Adam à Gendô et Asuka rejoint la classe de Shinji. |                                               |                                |                                            |                       |
| 09 | Juste un instant, les cœurs, à l'unisson      | 瞬間、心、重ねて               | Shunkan, kokoro, kasanete                  | 29 novembre 1995      |
| Asuka rejoint la classe de Shinji et déménage dans l'appartement de Misato et lui. Asuka a tout juste le temps de s'adapter au Japon (et aux autres de s'adapter à elle...), que l'ange Israfel attaque. Asuka pense qu'il sera facile de le détruire, mais il se révèle capable de se diviser en deux copies identiques. En utilisant ses deux copies, l'ange défait les Evas 01 et 02. Embarrassée par cette défaite, la NERV laisse les commandes des opérations aux Nations Unies, qui utilisent une bombe N² contre l'ange, qui le détruit à 28 %. Le temps de régénération de l'ange est estimé à 6 jours. Après avoir déterminé qu'il sera impossible de vaincre l'Ange double sans une stratégie d'attaque parfaitement coordonnée, Misato fait suivre à Asuka et Shinji un entrainement spécial dont le but est de leur faire passer le plus de temps possibles ensemble (même dormir ensemble) afin qu'ils synchronisent leurs rythmes biologiques. Ils doivent de plus apprendre une chorégraphie des mouvements qu'ils utiliseront lors de l'attaque de l'Ange. À la fin des jours, leur entrainement ne semble pas fonctionner, mais ils arrivent finalement à exécuter presque à la perfection leur chorégraphie et à détruire l'Ange, mais se réceptionnent dans une position embarrassante. Le commandant Kozo Fuyutsuki déplore ce nouveau point embarrassant pour la NERV. |                                               |                                |                                            |                       |
| 10 | Magmadiver                                    | マグマダイバー                 | Magumadaibā                                | 6 décembre 1995       |
| Les pilotes d'Evas sont tout excités à l'idée d'un futur voyage scolaire à Okinawa, mais ils ont malheureusement l'ordre de rester disponible en cas d'attaque d'Ange et donc doivent rester à Tokyo-3. Un Ange endormi au stade embryonnaire, Sandalphon, est découvert dans le magma des profondeurs d'un volcan en activité, et dans l'espoir d'en apprendre plus sur les Anges, Asuka est envoyée pour le capturer en descendant dans le magma avec L'Eva-02 équipée d'une combinaison spéciale de protection. Mais l'Ange se réveille et Asuka est forcée de se battre dans le magma. |                                               |                                |                                            |                       |
| 11 | Dans les ténèbres immobiles                   | 静止した闇の中で               | Seishishita yami no naka de                | 13 décembre 1995      |
| L'électricité de Tokyo-3 est complètement coupée à la suite d'un sabotage d'origine inconnue, bloquant une grande partie du personnel de la NERV à l'extérieur, dont les pilotes des Evas. Un nouvel Ange, Matarael, apparaît à ce moment-là et commence à creuser en direction de la NERV grâce à un liquide corrosif qu'il produit, et le personnel à l'intérieur s'active pour mettre en route les Evas. Les pilotes essaient de trouver leur chemin dans le Central Dogma à travers un labyrinthe de portes fermées et de conduits d'aération. |                                               |                                |                                            |                       |
| 12 | De la valeur d'un miracle                     | 奇跡の価値は                   | Kiseki no kachi wa                         | 20 décembre 1995      |
| Un énorme Ange, Sahaqiel, apparaît en orbite autour de la Terre, hors de porté des Evas. Des bombes N² lui sont lancées, mais sans effet. L'Ange lance des petites parties de lui qui explosent sur la Terre, afin de calibrer sa visée sur Tokyo-3. Une fois calibré, il se lance dans une attaque kamikaze sur Tokyo-3. Les trois Evas se lancent alors dans une course avec l'Ange pour l'intercepter avant son point de chute en déployant leurs propres AT-fields et en le détruisant. |                                               |                                |                                            |                       |
| 13 | L'ange. La pénétration                        | 使徒、侵入                     | Shito, shin'nyū                            | 27 décembre 1995      |
| Ritsuko dirige un test de synchronisation en immersion des pilotes au sein du QG de la NERV. C'est à ce moment-là que l'Ange Iroël apparaît en plein cœur de la base. L'Ange est une colonie de millions de micro organismes qui se réunissent pour former un circuit intégré biologique. L'Ange contamine le réseau informatique de la NERV et s'infiltre dans deux des trois parties du super ordinateur MAGI qui contrôle la base. Ritsuko lance le pare-feu juste à temps pour ralentir son avance. L'ange essaie de lancer l'autodestruction de la base que seul un vote unanime des trois parties du superordinateur (Melchior, Gaspar et Balthazard) peut décider. Même si le pare-feu ralentit la progression de l'Ange, il prend peu à peu le contrôle de la dernière partie du super ordinateur, et Ritsuko doit utiliser tout son talent informatique pour écrire un programme à temps qui rétablira le contrôle de la base en menant l'Ange à l'autodestruction. |                                               |                                |                                            |                       |
| 14 | Seele, trône de l'âme                         | ゼーレ、魂の座                 | Zeere, tamashii no za                      | 3 janvier 1996        |
| La première moitié de l'épisode est un clip sous forme de rapport de la SEELE sur les actions de Gendô, résumant la première partie des épisodes jusqu'à celui en cours. Dans la seconde partie, Ritsuko conduit une expérience pour déterminer si les pilotes peuvent utiliser une autre Evas que celle utilisée habituellement. Rei peut à peu près utiliser l'Eva-01, mais quand Shinji tente de se synchroniser avec l'Eva-00, elle devient hors de contrôle au beau milieu de la base de la même façon qu'un test d'activation survenu avant l'arrivée de Shinji à Tokyo-3. Comme dans le précédent test, l'Eva-00 attaque le poste d'observation, brisant la fenêtre ; mais c'est Rei qui se tient en face d'elle, au lieu de Gendô (dans le premier test), ce qui fait se demander à Misato si l'Eva-00 n'est pas en train d'essayer de tuer Rei. Ritsuko quant à elle, pense que l'Eva-00 s'est attaquée à elle. À la fin de l'épisode Rei utilise l'Eva-00 pour apporter l'énorme objet mystérieux retrouvé en antarctique jusqu'au dernier sous-sol de la NERV, le Terminal Dogma. |                                               |                                |                                            |                       |
| 15 | Mensonges et silence                          | 嘘と沈黙                       | Uso to chinmoku                            | 10 janvier 1996       |
| Kaji commence à faire une enquête clandestine sur les obscurs secrets de la NERV, après quoi il se rend avec Misato et Ritsuko à un mariage. Pendant ce temps, Rei et Shinji restent à nettoyer leur classe après les cours, pendant qu'Asuka se rend à un rendez-vous surprise. Shinji rencontre son père sur la tombe de sa mère. Plus tard dans la nuit à l'appartement de Misato, Asuka qui s'ennuie embrasse Shinji en lui bouchant le nez, ce qui le fait presque s'étouffer. |                                               |                                |                                            |                       |
| 16 | La désespérance, et après...                  | 死に至る病、そして             | Shi ni itaru yamai, soshite                | 17 janvier 1996       |
| Un nouvel Ange très étrange, Leliel, de la forme d'une sphère noire et blanche apparaît dans le ciel de Tokyo-3. Les 3 Evas s'apprêtent à l'attaquer, mais celle de Shinji n'a pas d'effet et il se fait absorber dans l'ombre grandissante qui engloutit la ville. Ritsuko pense que l'Ange existe dans une autre dimension, ce qui ne peut s'expliquer que par des concepts mathématiques : l'"ombre" sur le sol, qui est large de 600 mètres mais a une épaisseur d'à peine 3 nanomètres, constitue le corps de l'Ange tandis que la sphère dans le ciel est sa véritable ombre. Sentant que l'Eva-01 est perdue, la NERV s'apprête à introduire toutes ses bombes N² dans l'Ange, en espérant que ça le détruira, même si cela peut aussi tuer Shinji. Alors qu'il est piégé dans l'Ange, Shinji plonge dans un voyage introspectif. Comme les batteries de l'Eva-01 sont complètement vides et que le système de survie s'épuise, Shinji perd connaissance et se retrouve enlacé dans des bras rayonnants. À l'extérieur de l'Ange, Misato et Ritsuko voient l'Eva-01 s'extirper violemment de l'Ange en déchirant son ombre, ce qui le tue. |                                               |                                |                                            |                       |
| 17 | Le quatrième qualifié                         | 四人目の適格者                 | Yonin me no tekikakusha                    | 24 janvier 1996       |
| Un désastre inexpliqué survient au sein de la seconde branche de la NERV basée dans le désert du Nevada. Elle a disparu après un flash, qui a fait disparaître tout ce qui se trouvait dans un rayon de 89 kilomètres, y compris des milliers de personnes. L'incident coïncide avec le test d'installation d'un organe S² (capable de délivrer une source d'énergie infini aux Evas) au sein de l'Eva-04, l'une des deux Evas récemment produite par les États-Unis. Paniqué par cet incident, le gouvernement américain demande que l'Eva-03, produite dans le Massachusetts, quitte le territoire aussi vite que possible. L'Eva-03 s'envolant pour Tokyo-3, un nouveau pilote est choisi : Toji Suzuhara. |                                               |                                |                                            |                       |
| 18 | Le droit de vie ou de mort                    | 命の選択を                     | Inochi no sentaku wo                       | 31 janvier 1996       |
| Alors que l'Eva-03 est en route pour le Japon en provenance des États-Unis, l'avion passe dans un nuage qui se trouve être un autre Ange microscopique, Bardiel, et infecte l'Eva-03. Pendant le premier test de synchronisation de Toji, l'Eva-03 devient hors de contrôle et mute pour devenir l'Ange Bardiel. Possédant à la fois la forme et la puissance d'une Evas, il détruit les équipements de test et se dirige vers Tokyo-03. Toutes les Evas sont sorties pour l'affronter, mais celles d'Asuka et Rei sont rapidement défaite. Shinji sait qu'un pilote se trouve à l'intérieur de l'Eva-03 (même s'il ignore qu'il s'agit de Toji), et refuse de se battre contre pour essayer la sauver. Comme Bardiel attaque, Gendô ordonne l'arrêt du contrôle de l'Eva-01 par Shinji, et d'activer le système d'auto pilotage Dummy Plug. Avec le pilotage par le Dummy Plug, l'Eva-01 attaque sauvagement l'Ange en le déchirant littéralement et broie son Entry Plug. Après le combat, déjà horrifié par la sauvagerie de son Eva, il le devient encore plus en voyant que c'est Toji qui est sorti de la carcasse de l'Entry Plug. |                                               |                                |                                            |                       |
| 19 | La guerre d'un homme                          | 男の戰い                       | Otoko no tatakai                           | 7 février 1996        |
| Shinji, horrifié et détruit psychologiquement par son précédent combat, dépité par l'indifférence de Gendô sur la situation, quitte la NERV pour la seconde fois. Mais dès qu'il quitte Tokyo-3, l'Ange Zeruel apparaît et défait facilement les autres Evas. Après une discussion avec Kaji, Shinji retourne à la NERV, pénètre dans le QG de la NERV et engage le combat avec son Eva-01. L'ange réussit à tenir tête à l'Eva-01 jusqu'à ce que ces batteries s'épuisent, et fait sauter son armure thoracique, révélant un cœur identique à celui des Anges. Quand l'Ange commence à s'attaquer au cœur de l'Eva-01, Shinji la supplie de se réveiller. L'Eva-01 redevient de nouveau en état de folie, se réveille, détruit l'Ange, le réduit en charpie, et dévore sa dépouille, absorbant par la même occasion son organe S². |                                               |                                |                                            |                       |
| 20 | Forme du cœur, miroir des gens                | 心のかたち 人のかたち          | Kokoro no katachi, hito no katachi         | 14 février 1996       |
| À l'apogée de la bataille avec l'Ange Zeruel, Shinji atteint un taux de synchronisation de 400% avec l'Eva-01, un niveau normalement impossible. Ce qui entraîne une fusion de Shinji avec son Eva, et son corps s'est dissout dans le LCL de l'Entry plug. Pendant une période de 30 jours, alors que l'Eva-01 couverte de bandage reste immobile dans son hangar en attendant son rétablissement, Ritsuko s'efforce de trouver un moyen de régénérer Shinji. Pendant ce temps, la conscience de Shinji se lance dans un voyage introspectif où il rencontre l'âme de sa mère, Yui Ikari. Après avoir parlé avec elle, il "renaît" du cœur à nu de L'Eva-01. Plus tard dans la soirée, Misato et Kaji se remémore leur passé amoureux, ce qui perturbe Ritsuko. |                                               |                                |                                            |                       |
| 21 | Nerv, la naissance                            | ネルフ、誕生                   | Nerufu, tanjō                              | 21 février 1996       |
| Le commandant en second Fuyutsuki est enlevé et interrogé par la SEELE, qui est outragée que lors de son dernier combat l'Eva-01 ait absorbé l'organe S² d'un ange, ce qui lui permet de fonctionner indéfiniment sans source externe d'énergie. Pendant ce temps, Kaji déserte pour finalement essayer de trouver la vérité sur la NERV. Dans son entretien avec la SEELE, Fuyutsuki raconte sa première rencontre avec Gendô, Yui, les évènements obscurs qui entourent le second impact, et comment la NERV et le projet Evangelion sont nés. Les flashbacks révèlent aussi l'histoire de Misato, Ritsuko et Rei. |                                               |                                |                                            |                       |
| 22 | Humain, au moins d'aspect                     | せめて、人間らしく             | Semete, ningen rashiku                     | 28 février 1996       |
| Après avoir été défaite une fois de plus par un Ange, le taux de synchronisation d'Asuka continue de baisser, ce qui affecte ses capacités de pilotage de l'Eva-02. Des flashbacks révèlent l'enfance tragique d'Asuka qui a forgé son mauvais caractère actuel. Un nouvel ange, Arael, apparaît en orbite autour de la Terre, largement hors de portée des armes terrestres, y compris des Evas. Asuka a l'ordre de couvrir Rei dans sa confrontation avec l'Ange. Furieuse, elle lance la bataille avec l'Ange, mais il utilise une attaque télépathique pour la forcer à revivre son passé tragique, ce qui la détruit mentalement et lui fait perdre la synchronisation avec L'Eva-02 qui s'éteint. Gendô ordonne à Rei d'aller chercher la Lance de Longinus dans le Terminal Dogma et de l'utiliser contre l'Ange. La lance transperce son AT-field et le détruit, mais finit sa course en orbite lunaire. |                                               |                                |                                            |                       |
| 23 | Larmes                                        | 涙                             | Namida                                     | 6 mars 1996           |
| À la suite de l'assaut de l'Ange Arael sur son esprit, Asuka sombre dans une profonde dépression. Un nouvel Ange attaque, Armisael, et essaie de fusionner avec l'Eva-00, ce qui le met en contact avec l'esprit de Rei. Pour essayer de protéger Shinji, Rei s'autodétruit avec son Eva pour annihiler l'Ange. Misato force Ritsuko à lui révéler ainsi qu'à Shinji les secrets de la NERV et la véritable nature de Rei. |                                               |                                |                                            |                       |
| 24 | Le dernier messager                           | 最後のシ者                     | Saigo no shisha                            | 13 mars 1996          |
| La dépression d'Asuka empire, et la SEELE décide d'envoyer un pilote remplaçant pour l'Eva-02: Kaworu Nagisa. Shinji et lui deviennent rapidement ami, mais Kaworu se révèle rapidement être l'Ange Tabris envoyé pour fusionner avec Adam dans le Terminal Dogma au plus profond de la NERV. Kaworu commande l'Eva-02, et Shinji l'engage avec son Evas dans un violent combat pendant leur chute libre vers le Terminal Dogma. Pendant que Shinji défait l'Eva-02, Kaworu atteint l'Ange dans le Terminal Dogma, mais se rend compte que l'Ange n'est pas Adam mais Lilith. Il implore alors Shinji de le tuer pour éviter la destruction de l'humanité. Shinji hésite, mais le tue finalement. Après, traumatisé par cet évènement, Shinji essaie de parler à Misato, mais elle est trop occupée avec ses propres problèmes pour le réconforter. |                                               |                                |                                            |                       |
| 25 | Un monde s'achève                             | 終わる世界                     | Owaru sekai                                | 20 mars 1996          |
| Le plan de complémentarité de l'homme est lancé, fusionnant les âmes de l'humanité en une seule entité. Shinji, Rei, Misato et Asuka luttent avec leur raison pour survivre. Shinji découvre qu'il s'est créé une existence solitaire, un monde où seul lui peut exister. |                                               |                                |                                            |                       |
| 26 | La bête qui criait « moi » au centre du monde | 世界の中心でアイを叫んだけもの | Sekai no chūshin de "ai" wo sakenda kemono | 27 mars 1996          |
| Le plan de complémentarité de l'homme continue et l'humanité tente de compléter son existence. Shinji continue à lutter avec l'impact de son existence personnel et envisage un monde où il n'est pas pilote d'Evas. Shinji comprend maintenant que son existence n'est pas arrêtée et détruit la contraignante coquille qu'il s'était construite. Les autres personnages de la série lui rendent visite pour le féliciter! La scène finale montre Shinji souriant et remerciant tout le monde. |                                               |                                |                                            |                       |

### Fins alternatives
Plusieurs fins alternatives sont proposées par les films d'Evangelion.